# Leucania panarista
Leucania panarista är en fjärilsart som beskrevs av Fletcher 1963. Leucania panarista ingår i släktet Leucania och familjen nattflyn. Inga underarter finns listade i Catalogue of Life.